# بوديل كابيلين
بوديل كابيلين (بالنرويجية البوكمول: Bodil Cappelen)‏ هي رسامة وكاتِبة ورسامة توضيحية نرويجية، ولدت في 26 أبريل 1930 في ستافانغر في النرويج.